# Východoafrický rift

Schéma zrodu oceánu

Východoafrický rift nebo Východoafrická příkopová propadlina (anglicky East African Rift, svahilsky Bonde la Ufa la Afrika ya Mashariki) je aktivní kontinentální riftová zóna ve východní Africe na rozhraní vzdalujících se tektonických desek. Africká deska se zde rozpadá na desku Núbijskou a Somálskou. Předpokládá se, že oblast je zárodkem budoucího nového oceánu.
Riftová zóna se táhne od tzv. Afarské křižovatky neboli Afarského trojúhelníku přes území Etiopie jihozápadním směrem. Na území Keni pokračuje východní větví, tzv. Gregoryho riftem přes Tanzanii až na pobřeží Mosambiku. Dále ve vnitrozemí, na pomezí Ugandy a Konga se táhne zřetelná západní větev, tzv. Albertinský rift. Pásmo propadlin je lemováno horskými pásmy, často se stopami sopečné činnosti nebo přímo s aktivními sopkami. I nejvyšší hora této oblasti a celé Afriky, Kilimandžáro, je vyhaslá sopka. K významným pásmům podél Albertinského riftu patří pohoří Ruwenzori a Mitumba.
Volný prostor mezi masivy Západního a Východního zlomového pohoří byl v minulosti částečně vyplněn vodou a vznikla tak soustava východoafrických jezer (např. jezero Tanganika). Některá jezera jsou natolik ovlivněna tektonickou činností celé soustavy, že jejich salinita se postupně zvyšuje. Tento proces byl pozorován u jezera Magadi v Keni.
Prostor východoafrického příkopu je významný také pro antropology, neboť v jeho části se díky vhodným přírodním podmínkám dochovaly kosterní pozůstatky hominidů rodu Australopithecus, konkrétně Australopithecus afarensis, Australopithecus anamensis, Australopithecus garhi, Australopithecus aethiopicus a Australopithecus boisei. Známé jsou též nálezy nejstarších zástupců rodu Homo.
První podrobný průzkum riftu provedl v roce 1893 skotský geolog John Walter Gregory.